# 北京物资学院
北京物资学院，简称北物。学校位于中华人民共和国首都北京市通州区的财经类高等院校，隶属北京市教育委员会。学院以会计为特色，覆盖经济学、管理学等多学科协调发展的全日制公办普通高等院校。建校后先后隶属国家物资总局、物资部、国内贸易部，1998年10月，划归北京市属。
北京物资学院1980年建校；1986年，学校获得硕士学位授予权；
据2019年1月学校官网显示，学校校园占地近600亩，建筑面积20万余平方米；下设7个学院，开办26个本科专业及方向；有教职工646人，其中专任教师439人，教授68人，副教授180人；有本科生、硕士研究生、留学生等各类在校生近8000人，其中本科生6000余人，硕士研究生700余人。

## 历史沿革[2]
第一阶段：北京劳动学院
1956年，中央劳动干部学校创建。
1956年，劳动部北京实验工人技术学校创建。
1958年，中央劳动干部学校、劳动部北京实验工人技术学校合并升格为北京劳动学院。
1963年，北京劳动学院更名为北京经济学院。
1974年，中国人民大学（工业经济、农业经济、财政贸易、计划经济等四个系）、北京工商管理专科学校（部分专业）并入北京经济学院。
1958年，北京工厂管理学校创建。

1964年，北京工厂管理学校升格为北京工商管理专科学校。
第二阶段：北京经济学院
- 1980年，北京经济学院物资管理系改建北京物资学院。
- 1993年，学校开办中国高校第一个期货专业。
- 1994年，开办中国高校第一个物流管理专业。
- 1998年10月，学校划归北京市管理。
- 2010年，开办中国高校第一个采购管理专业。
- 2018年2月，北京市商务科技学校并入北京物资学院。

## 院系设置
- 经济学院、物流学院、信息学院、商学院、法学院、外国语言与文化学院
- 马克思主义学院、体育教学部、继续教育学院

## 学科建设
北京物资学院拥有5个一级学科硕士学位授权；3个专业学位硕士培养类别；2个北京市重点建设学科。 
一级学科硕士学位点：应用经济学、理论经济学、管理科学与工程、工商管理、计算机科学与技术 
专业学位硕士点：工程硕士、工商管理硕士、金融硕士 

北京市重点建设学科：管理科学与工程、产业经济学

## 合作交流
- 校企合作

学校推进与中关村国家自主创新示范区、中国物流与采购联合会为代表的行业协会、全国商务系统、期货行业系统以及地方政府在内的“五大合作”。与南通市、洛阳市、山东省科技厅等地方政府建立战略合作关系，成立南方物流研究院、现代物流产业（华东）研究院，逐步形成服务地方的合作模式。 
- 对外交流

据2019年1月学校官网显示，学校与美国、加拿大、法国、英国、澳大利亚、新西兰、日本、韩国等17个国家和地区的32所大学或研究机构建立了交流合作关系。在科研课题、合作办学、互派留学生、教师互访、师资培训等方面开展了一系列合作。

## 学术研究

### 科研平台
据2019年1月学校官网显示，学校有北京市重点实验室2个，北京市哲学社会科学研究基地1个，北京高校工程研究中心1个，北京市协同创新中心1个，校级研究所6个。 
北京市重点实验室：物流系统与技术实验室、智能物流系统实验室 
北京市哲学社会科学研究基地：北京现代物流研究基地 
北京高校工程研究中心：北京市高校物流工程中心 
北京市协同创新中心：智能物流系统协同创新中心
校级研究所：流通经济研究所、农业与食品物流研究所、区域经济与城市发展研究中心、物流统计研究所、电子商务研究所、期货研究所 

### 科研成果
据2019年1月学校官网显示，2011-2014年，学校承担国家科技支撑计划项目、国家自然科学基金、国家社会科学基金等国家级项目18项，省部级课题90余项；出版专著、译著、教材286部，发表学术论文2785篇，其中三大检索论文210篇；获国家授权专利218项。由该校承担的“863”高科技项目“商品流通智能化综合管理及决策支持系统”位于国际先进行列。 
2018年度，学校3位教师获得国家自然科学基金项目，直接资助经费为64.5万元，   获得5项教育部人文社会科学研究项目；获得16项北京社科基金项目。

## 学术资源
- 馆藏资源

据2019年1月学校官网显示，该校馆拥有纸本资源总量921838册，其中纸本图书892806册，合订期刊23513册，合订报纸3795册。电子资源方面，中文数据库15个，外文数据库7个（院系提供共享1个），其中镜像数据库6种，视频数据库1个。中文电子图书620318种，外文电子图书1.7万种。图书馆自建特色数据库1个。 
学校图书馆
- 学术期刊

《中国流通经济》（原名《中国物资》）创刊于1987年2月，是由北京物资学院主办的财经类理论刊物，主要发表流通领域的最新研究成果，关注国内外流通领域的理论动态和发展方向，传播市场信息，交流企业经营管理经验，借鉴中国国外的管理经验和物流科学技术，开展国内外流通领域的学术文化交流。被选用为《中文社会科学引文索引》（CSSCI）来源期刊、CAJCED统计刊源期刊、国期刊全文数据库CJFD全文收录期刊。

## 校徽
校徽含义：校徽整体为圆形，符合大学校徽通常惯例，圆形中间区域为“物”的象形文字，寓意采集天地朝晖之气概，是校训的生动化体现。
校徽圆形边缘以中英文标明“北京物资学院”，便于识别、记忆和交流。 
校徽

## 校训
厚德博学、笃行日新
厚德，体现了北京物资学院立德树人，师生以崇高道德修养为立学为人之本；
博学，体现了北京物资学院师生以博学为立学成才之基；
笃行，体现了北京物资学院教育教学注重实践，追求知行统一的学风；
日新，体现了北京物资学院追求真理，勇攀高峰的科学精神和与时俱进的奋进精神。
“厚德博学，笃行日新”，密切相联相辅相成，体现了“德”与“才”的全面要求，“学”与“行”的完整统一，实践与创新的永恒追求。